# Municipio de Paupack
El municipio de Paupack (en inglés: Paupack Township) es un municipio ubicado en el condado de Wayne en el estado estadounidense de Pensilvania. En el año 2000 tenía una población de 2,959 habitantes y una densidad poblacional de 40 personas por km².

## Geografía
El municipio de Paupack se encuentra ubicado en las coordenadas 41°27′00″N 75°15′59″O / 41.45000, -75.26639.

## Demografía
Según la Oficina del Censo en 2000 los ingresos medios por hogar en la localidad eran de $38,179 y los ingresos medios por familia eran $41,336. Los hombres tenían unos ingresos medios de $31,223 frente a los $21,757 para las mujeres. La renta per cápita para la localidad era de $18,251. Alrededor del 9,3% de la población estaban por debajo del umbral de pobreza.